# Schamlesberg
Schamlesberg ist ein Gemeindeteil der Stadt Gefrees im Landkreis Bayreuth (Oberfranken, Bayern). Schamlesberg liegt in der Gemarkung Metzlersreuth. Von besonderer Bedeutung ist der dort vorgefundene Chiastolithschieder, ein schwarzer Tonschiefer des ordovizischen Zeitalters.

## Geografie
Das Dorf liegt im Fichtelgebirge westlich des Bischofsgrüner Forstes. Eine Gemeindeverbindungsstraße führt zur Staatsstraße 2464 bei Gottmannsberg (0,8 km nördlich) bzw. nach Metzlersreuth (1 km südwestlich).

## Geschichte
Der Ort wurde im Jahre 1317 als „Schamansberg“ erstmals urkundlich erwähnt.
Gegen Ende des 18. Jahrhunderts bestand Schamlesberg aus sechs Anwesen (4 Achtelhöfe, 2 Sechstelhöfe). Die Hochgerichtsbarkeit stand dem bayreuthischen Stadtvogteiamt Gefrees zu. Die Dorf- und Gemeindeherrschaft sowie die Grundherrschaft über sämtliche Anwesen hatte das Kastenamt Gefrees.
Von 1797 bis 1810 unterstand Schamlesberg dem Justiz- und Kammeramt Gefrees. Infolge des Ersten Gemeindeedikts wurde Schamlesberg dem 1812 gebildeten Steuerdistrikt Metzlersreuth und der zugleich entstandenen Ruralgemeinde Metzlersreuth zugewiesen. Im Zuge der Gebietsreform in Bayern wurde Schamlesberg am 1. Januar 1973 nach Gefrees eingemeindet.

### Ehemaliges Baudenkmal
- Haus Nr. 5: Erneuerter, ehemals eingeschossiger Wohnstallbau, der Sturz der Haustür am Scheitelstein bezeichnet „CZ“, die Stalltür an der gleichen Stelle bezeichnet „1828“.[9]

### Einwohnerentwicklung
| Jahr      | 001812 | 001819 | 001861 | 001871 | 001885 | 001900 | 001925 | 001950 | 001961 | 001970 | 001987 |
| Einwohner | 35     | 41     | 42     | 40     | 47     | 56     | 42     | 59     | 44     | 39     | 45     |
| Häuser    | 7      |        |        |        | 8      | 8      | 8      | 9      | 9      |        | 12     |
| Quelle    | [ 7 ]  | [ 11 ] | [ 12 ] | [ 13 ] | [ 14 ] | [ 15 ] | [ 16 ] | [ 17 ] | [ 18 ] | [ 19 ] | [ 1 ]  |

## Religion
Schamlesberg war ursprünglich nach St. Matthäus (Bischofsgrün) gepfarrt und ist seit der Reformation ist der Ort evangelisch-lutherisch geprägt. Seit dem 19. Jahrhundert ist die Pfarrei St. Johannes der Täufer (Gefrees) zuständig.